# Mistrovství světa v silniční cyklistice – silniční závod juniorů
Silniční závod juniorů se na mistrovství světa v silniční cyklistice jel poprvé v roce 1975.
Vítěz soutěže je oprávněn nosit doutníkový dres v soutěžích Junior po dobu jednoho roku.

## Medailisté
| Rok     | Zlato                          | Stříbro                      | Bronz                        |
| ------- | ------------------------------ | ---------------------------- | ---------------------------- |
| MS 1975 | Roberto Visentini (ITA)        | Ad Verstijlen (NED)          | Massuco I (ITA)              |
| MS 1976 | Ronald Bessems (NED)           | Corrado Donadio (ITA)        | Jiří Korous (TCH)            |
| MS 1977 | Ronny Van Holen (BEL)          | Per-Ove Carlsson (SWE)       | Edwin Menzi (SUI)            |
| MS 1978 | Vladimir Makarkin (URS)        | Hubert Denstedt (GDR)        | Thomas Landis (SUI)          |
| MS 1979 | Greg LeMond (USA)              | Kenny De Maerteleire (BEL)   | J. Fr. Dury (FRA)            |
| MS 1980 | Roberto Ciampi (ITA)           | Eric Vanderaerden (BEL)      | Sergei Navolokin (URS)       |
| MS 1981 | Beat Schumacher (SUI)          | Oleg Chushda (URS)           | Philippe Bouvatier (FRA)     |
| MS 1982 | Roger Six (BEL)                | Andreas Lux (GDR)            | Yury Abramov (URS)           |
| MS 1983 | Søren Lilholt (DEN)            | Oleg Emelianov (URS)         | Michael Gozzi (SWE)          |
| MS 1984 | Tom Cordes (NED)               | Franco Cavallini (ITA)       | Alex Pedersen (DEN)          |
| MS 1985 | Raymond Meijs (NED)            | Evgueni Zagrebelni (URS)     | Jean-Jacques Henry (FRA)     |
| MS 1986 | Michel Zanoli (NED)            | Richard Luppes (NED)         | Bart Leysen (BEL)            |
| MS 1987 | Pavel Tonkov (URS)             | Erik Dekker (NED)            | Josef Lontscharitsch (AUT)   |
| MS 1988 | Gianluca Tarocco (ITA)         | Vassili Davidenko (URS)      | Alessandro Bertolini (ITA)   |
| MS 1989 | Patrick Vetsch (SUI)           | Danny Sleeckx (BEL)          | Steffen Wesemann (GDR)       |
| MS 1990 | Marco Serpellini (ITA)         | Igor Dziouba (URS)           | Bogdan Fink (SLO)            |
| MS 1991 | Jeff Evanshine (USA)           | Tony Morphett (AUS)          | Eddy Mazzoleni (ITA)         |
| MS 1992 | Giuseppe Palumbo (ITA)         | Pasquale Santoro (ITA)       | Frank Vandenbroucke (BEL)    |
| MS 1993 | Giuseppe Palumbo (ITA)         | Mariano Friedick (USA)       | Michele Rezzani (ITA)        |
| MS 1994 | Miguel Morrás Mangado (ESP)    | Laurent Lefèvre (FRA)        | Eladio Jimenez Sanchez (ESP) |
| MS 1995 | Valentino China (ITA)          | Ivan Basso (ITA)             | Rinaldo Nocentini (ITA)      |
| MS 1996 | Holger Loew (GER)              | Jacob Nielsen (DEN)          | Claudio Astolfi (ITA)        |
| MS 1997 | Crescenzo D'Amore (ITA)        | Martin Bolt (SUI)            | Margus Salumets (EST)        |
| MS 1998 | Mark Scanlon (IRL)             | Filippo Pozzato (ITA)        | Eduard Kivitchev (RUS)       |
| MS 1999 | Damiano Cunego (ITA)           | Ruslan Kayumov (RUS)         | Christophe Kern (FRA)        |
| MS 2000 | Jeremy Yates (NZL)             | Antonio Bucciero (ITA)       | Alexandr Arekeev (RUS)       |
| MS 2001 | Oleksandr Kvachouk (UKR)       | Niels Scheuneman (NED)       | Mathieu Perget (FRA)         |
| MS 2002 | Arnaud Gérard (FRA)            | Jukka Vastaranta (FIN)       | Nicolas Sanderson (AUS)      |
| MS 2003 | Kai Reus (NED)                 | Anders Lund (DEN)            | Lukáš Fus (CZE)              |
| MS 2004 | Roman Kreuziger (CZE)          | Rafaâ Chtioui (TUN)          | Simon Špilak (SLO)           |
| MS 2005 | Ivan Rovny (RUS)               | Timofey Kritskiy (RUS)       | Sebastian Hans (GER)         |
| MS 2006 | Diego Ulissi (ITA)             | Niki Østergaard (DEN)        | Tony Gallopin (FRA)          |
| MS 2007 | Diego Ulissi (ITA)             | Daniele Ratto (ITA)          | Elia Favilli (ITA)           |
| MS 2008 | Johan Le Bon (FRA)             | Mattia Cattaneo (ITA)        | Sebastian Lander (DEN)       |
| MS 2009 | Jasper Stuyven (BEL)           | Arnaud Démare (FRA)          | Marco Haller (AUT)           |
| MS 2010 | Olivier Le Gac (FRA)           | Jay McCarthy (AUS)           | Jasper Stuyven (BEL)         |
| MS 2011 | Pierre-Henri Lecuisinier (FRA) | Martijn Degreve (BEL)        | Steven Lammertink (NED)      |
| MS 2012 | Matej Mohorič (SLO)            | Caleb Ewan (AUS)             | Josip Rumac (CRO)            |
| MS 2013 | Mathieu van der Poel (NED)     | Mads Pedersen (DEN)          | Nikaj Iltjan (ALB)           |
| MS 2014 | Jonas Bokeloh (GER)            | Alexandr Kulikovskiy (RUS)   | Peter Lenderink (NED)        |
| MS 2015 | Felix Gall (AUT)               | Clément Bétouigt-Suire (FRA) | Rasmus Pedersen (DEN)        |
| MS 2016 | Jakob Egholm (DEN)             | Niklas Markl (DEU)           | Reto Muller (SUI)            |
| MS 2017 | Julius Johansen (DEN)          | Luca Rastelli (ITA)          | Michele Gazzoli (ITA)        |
| MS 2018 | Remco Evenepoel (BEL)          | Marius Mayrhofer (GER)       | Alessandro Fancellu (ITA)    |
| MS 2019 | Quinn Simmons (USA)            | Alessio Martinelli (ITA)     | Magnus Sheffield (USA)       |
| MS 2020 | Nejelo se kvůli covidu-19      | Nejelo se kvůli covidu-19    | Nejelo se kvůli covidu-19    |
| MS 2021 | Per Strand Hagenes (NOR)       | Romain Grégoire (FRA)        | Madis Mihkels (EST)          |
| MS 2022 | Emil Herzog (GER)              | António Morgado (POR)        | Vlad Van Mechelen (BEL)      |
| MS 2023 | Albert Philipsen (DEN)         | Paul Fietzke (GER)           | Felix Ørn-Kristoff (NOR)     |
| MS 2024 | Lorenzo Mark Finn (ITA)        | Sebastian Grindley (GBR)     | Senna Remijn (NED)           |